# 산폴로

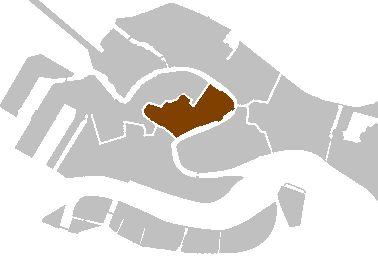
산폴로

산폴로(San Polo)는 이탈리아 베네치아의 세스티에레 (구) 중 하나이다.